# Saison 12 de Grey's Anatomy
Chronologie
Saison 11 Saison 13
La saison 12 de la série télévisée Grey's Anatomy débute en septembre 2015 et s'achève en mai 2016 sur le réseau américain ABC, avec un total de 24 épisodes.

## Généralités
Le 8 mai 2015, la série a été renouvelée pour une douzième saison . Le tournage a débuté le 22 juillet 2015. Cette saison a été diffusée à partir du 24 septembre 2015 aux États-Unis.
Au Canada, la saison a été diffusée en simultané sur le réseau CTV en septembre et octobre, puis une heure à l'avance pour le reste de la saison, afin de prioriser la diffusion de The Big Bang Theory en simultané avec le réseau CBS.
Le contrat de Patrick Dempsey n'a pas été reconduit pour cette saison.
Durant les Upfronts ABC de 2015, il a été confirmé que la douzième saison ne serait pas la dernière et que la chaîne voulait qu'elle dure encore de nombreuses années.
Il s'agit de la première saison depuis la saison sept où la maison construite par Derek Shepherd n'est présente dans aucun épisode.
La musique de cette saison est principalement composée de covers et de musiques plus récentes.
Pour cette saison, les annonceurs doivent payer 157 609 $ pour diffuser une publicité de 30 secondes durant les coupures pub d'un épisode aux États-Unis.
Deux nouveaux acteurs récurrents sont annoncés : Joe Adler et Giacomo Gianniotti, apparus pour la première fois dans le dernier épisode de la saison 11 et incarnant deux nouveaux internes sous la supervision du Dr Edwards, ainsi que Martin Henderson, prévu pour remplacer le Dr Shepherd (Patrick Dempsey).
Denzel Washington, oscarisé, fait ses débuts en tant que réalisateur d'une série télévisée lors de l'épisode 9.
L'acteur Jason George, incarnant le résident Ben Warren, mari du Dr Bailey, jusque-là acteur récurrent, a été promu acteur principal.
Le 8 janvier 2016, l'acteur Giacomo Gianniotti, incarnant le Dr Andrew DeLuca, jusque-là récurrent, a été promu acteur principal à partir de l'épisode 9 de cette saison.
À la suite du dernier épisode de la saison, Sara Ramirez (Callie Torres) a annoncé qu'elle quittait la série, n'ayant pas voulu renouveler son contrat.

## Intrigues
Après la mort de Derek Shepherd, Meredith Grey continue à se reconstruire. En effet, elle retourne habiter dans son ancienne maison, celle de sa mère, avec Amelia Shepherd et Maggie Pierce. Du côté de sa vie professionnelle, Meredith va donner des cours d'anatomie aux nouveaux internes en chirurgie de l'hôpital. De plus, Miranda Bailey, qui devient le nouveau chef de chirurgie au Grey Sloan Memorial, la nomme à la tête du service de chirurgie générale. De leur côté, Amelia et Owen Hunt avancent dans leur relation. April Kepner, quant à elle, est de retour à Seattle après être partie en Jordanie malgré l'ultimatum de Jackson Avery, son mari. Cependant, le passé de plusieurs médecins de l'hôpital va ressurgir, malgré eux...

## Distribution

### Acteurs principaux
- Ellen Pompeo (VF : Céline Mauge) : Dr Meredith Grey (24/24)
- Justin Chambers (VF : Sébastien Desjours) : Dr Alex Karev (24/24)
- Chandra Wilson (VF : Zaïra Benbadis) : Dr Miranda Warren (24/24)
- James Pickens Jr. (VF : Said Amadis) : Dr Richard Webber (23/24)
- Sara Ramirez (VF : Edwige Lemoine) : Dr Callie Torres (24/24)
- Kevin McKidd (VF : Alexis Victor) : Dr Owen Hunt (23/24)
- Jessica Capshaw (VF : Véronique Alycia) : Dr Arizona Robbins (24/24)
- Sarah Drew (VF : Sophie Froissard) : Dr April Avery  (24/24)
- Jesse Williams (VF : Rémi Caillebot) : Dr Jackson Avery (24/24)
- Camilla Luddington (VF : Marie-Eugénie Maréchal) : Dr Josephine Wilson (24/24)
- Jerrika Hinton (VF : Geneviève Doang) : Dr Stephanie Edwards (23/24)
- Caterina Scorsone (VF : Élisabeth Ventura) : Dr Amelia Shepherd (24/24)
- Kelly McCreary : (VF : Diane Dassigny) : Dr Margaret "Maggie" Pierce (24/24)
- Jason George (VF : Denis Laustriat) : Dr Ben Warren (22/24)
- Martin Henderson (VF : Thomas Roditi) : Dr Nathan Riggs (19/24)
- Giacomo Gianniotti (VF : Damien Ferrette) : Dr Andrew DeLuca (21/24) (principal à partir de l'épisode 9[4])

### Acteurs récurrents et invités
- Samantha Sloyan (VF : Delphine Braillon) : Dr Penelope « Penny » Blake (19 épisodes)
- Joe Adler (VF : Donald Reignoux) : Dr Isaac Cross (12 épisodes)
- Debbie Allen (VF : Dominique Westberg) : Dr Catherine Avery (6 épisodes)
- Joe Dinicol : Dr Mitchell Spencer (épisodes 1, 4, 7 et 13)
- Debra Mooney (VF : Marion Game) : Evelyn Hunt (mère d'Owen) (épisodes 8 et 24)
- Aniela Gumbs : Zola Grey Shepherd (épisodes 9, 16, 20 et 21)
- Brody Goodstadt : Bailey Grey Shepherd / Petit Bailey (épisode 9)
- Bill Smitrovich : un psychiatre[5] (épisode 10)
- Maya Stojan : Tatiana Flauto[6] (épisode 11)
- Skyler Shaye (VF : Nadine Girard) : Katie Bryce (épisode 12)
- Scott Elrod (VF : Fabrice Josso) : Major Will Thorpe (épisodes 13 à 16)
- Casey Wilson (VF : Delphine Rivière) : Courtney Hall[7] (épisode 14)
- Rita Moreno (VF : Marie-Martine) : Gayle[7] (épisode 14)
- Wilmer Valderrama (VF : Olivier Augrond) : Kyle Diaz[8] (épisodes 17, 20 à 23)
- Gwendoline Yeo : l'avocate de Callie[9] (épisode 22)

## Épisodes

### Épisode 1:Table rase
- États-Unis /  Canada : 24 septembre 2015 sur ABC[10] / CTV
- Belgique : 23 mai 2016 sur RTL-TVI
- France : 25 mai 2016 sur TF1
- Québec : 24 septembre 2016 sur Radio-Canada
- Suisse : 11 décembre 2016 sur RTS 1

- États-Unis : 9,55 millions de téléspectateurs[11] (première diffusion)
- Canada : 2,275 millions de téléspectateurs[12] (première diffusion + différé 7 jours)
- France : 4,72 millions de téléspectateurs[13] (première diffusion)

- Debbie Allen (Dr Catherine Avery)
- Joey Lauren Adams (VF :  Isabelle Leprince) (Dr Tracy McConnell)

- Il s'agit du premier épisode de la série où Patrick Dempsey n'est pas crédité.
- Il s'agit du premier épisode de la série où Jason George est crédité comme acteur principal.
- Cet épisode est le 150e épisode de Jessica Capshaw alias Arizona Robbins.
- Miranda Bailey fait deux références à Star Wars dans son discours notamment au Faucon Millenium.
- Au début de l'épisode, on peut apercevoir une photo de Derek Shepherd sur le frigo de Meredith Grey.
- Cet épisode introduit Meredith Grey avec des cheveux plus courts. Ellen Pompeo a révélé dans une interview que ses cheveux avaient dû être coupés pour montrer la différence entre la saison dernière et celle-ci. En effet les cheveux de celle-ci étaient plus sombres la saison dernière et cette saison ses cheveux sont plus clairs pour montrer le ton plus léger et moins dramatique de celle-ci.
- La lecture du scénario a eu lieu le 15 juillet 2015.
- Le tournage de l'épisode a commencé le 22 juillet 2015.
- L'épisode se déroule 3 mois après l'épisode final de la saison 11.

### Épisode 2:La Folie des grandeurs
- États-Unis /  Canada : 1er octobre 2015 sur ABC / CTV
- Belgique : 23 mai 2016 sur RTL-TVI
- France : 25 mai 2016 sur TF1
- Québec : 1er octobre 2016 sur Radio-Canada
- Suisse : 11 décembre 2016 sur RTS 1

- États-Unis : 8,58 millions de téléspectateurs[14] (première diffusion)
- Canada : 2,088 millions de téléspectateurs[15] (première diffusion + différé 7 jours)
- France : 4,46 millions de téléspectateurs[13] (première diffusion)

- Giacomo Gianniotti (Dr Andrew DeLuca)
- Joe Adler (Dr Isaac Cross)
- Lindsay Kay Hayward (Jade Bell)

- La lecture du scénario a eu lieu le 28 juillet 2015.
- Cet épisode nous apprend que Callie a été promue chef de chirurgie orthopédique. Cette promotion a dû arriver lors du saut dans le temps de l'épisode Partir sans mot de la saison 11.
- Tout au long de l'épisode, il est clair que le pied de la jambe amputée d'Arizona n'est pas en plastique.

### Épisode 3:Lequel des deux?
- États-Unis /  Canada : 8 octobre 2015 sur ABC / CTV
- Belgique : 30 mai 2016 sur RTL-TVI
- France : 1er juin 2016 sur TF1
- Québec : 8 octobre 2016 sur Radio-Canada
- Suisse : 11 décembre 2016 sur RTS 1

- États-Unis : 8,12 millions de téléspectateurs[16] (première diffusion)
- Canada : 2,299 millions de téléspectateurs[17] (première diffusion + différé 7 jours)
- France : 4,93 millions de téléspectateurs[18] (première diffusion)

- Giacomo Gianniotti (Dr Andrew DeLuca)
- Jennifer Marsala (Laurie Kiefer)
- Tyler Poelle (Mason Kiefer)

- La lecture du scénario a eu lieu le 6 août 2015.
- Joe Dinicol qui joue Mitchell King et Kevin McKidd alias Owen Hunt apparaissent dans des images promotionnelles pour de cet épisode, mais pas dans la version finale de l'épisode diffusé. Selon Kevin McKidd, le scénario a été déplacé pour un autre épisode.
- Meredith Grey conduit une Lexus LX 570 avec la plaque NYL 360.
- Il s'agit du premier épisode de la saison centré sur un personnage, l'épisode est centré sur Alex Karev.
- la chanson No Crubs utilisée dans cet épisode est chantée par Sasha Spielberg, fille de Steven Spielberg.

### Épisode 4:Passé, présent, futur
- États-Unis /  Canada : 15 octobre 2015 sur ABC / CTV
- Belgique : 30 mai 2016 sur RTL-TVI
- France : 1er juin 2016 sur TF1
- Québec : 15 octobre 2016 sur Radio-Canada
- Suisse : 18 décembre 2016 sur RTS 1

- États-Unis : 8,25 millions de téléspectateurs[19] (première diffusion)
- Canada : 2,066 millions de téléspectateurs[20] (première diffusion + différé 7 jours)
- France : 4,63 millions de téléspectateurs[18] (première diffusion)

- Samantha Sloyan (Dr Penelope « Penny » Blake)
- Giacomo Gianniotti (Dr Andrew DeLuca)
- Joe Adler (Dr Isaac Cross)
- Joe Dinicol (Dr Mitchell King)
- Lou Cutell (Abraham)
- Ann Guilbert (Gabby Margraff)
- Dwayne Barnes (Conner Squire)

- Cet épisode marque le retour de Samantha Sloyan dans le rôle du (Dr Penelope « Penny » Blake). Le médecin qui était chargée de sauver Derek Shepherd, lors de son accident dans l'épisode 21 de la saison 11.
- La lecture du scénario a eu lieu le 24 août 2015.
- Maggie Pierce rejoint la longue liste des médecins ayant couché avec un interne.
- La storyline de Stéphanie dans l'épisode a été lancée par Jerrika Hinton.
- Lors de l'épisode, les badges de visites disent qu'il est le 11 octobre, mais Alex dit qu'il est le 14 octobre.

### Épisode 5:Devine qui vient dîner?
- États-Unis /  Canada : 22 octobre 2015 sur ABC / CTV
- Belgique : 6 juin 2016 sur RTL-TVI
- France : 8 juin 2016 sur TF1
- Québec : 22 octobre 2016 sur Radio-Canada
- Suisse : 18 décembre 2016 sur RTS 1

- États-Unis : 8,96 millions de téléspectateurs[21] (première diffusion)
- Canada : 2,24 millions de téléspectateurs[22] (première diffusion + différé 7 jours)
- France : 4,78 millions de téléspectateurs[23] (première diffusion)

- Samantha Sloyan (Dr Penelope Blake "Penny")
- Giacomo Gianniotti (Dr Andrew DeLuca)
- Joe Adler (Dr Isaac Cross)

- C'est le 250e épisode de la série.
- L'épisode reprend exactement là où l'épisode 4 s'était arrêté.
- Bien que crédités, James Pickens Jr et Jason George n'apparaissent pas dans cet épisode.
- La lecture du scénario a eu lieu le 2 septembre 2015.
- Cet épisode contient la scène préférée de la saison jusqu'à présent de Jessica Capshaw jouant Arizona Robbins.
- Il s'agit du premier épisode de la saison ne possédant pas de voix-off.
- Cet épisode peut être considéré comme un épisode bouteille.
- La scène d'ouverture de l'épisode n'est pas totalement la même que la scène finale de l'épisode précédent. Dans l'épisode précédent, Meredith Grey et Penny se regardaient longuement en silence, alors que dans cet épisode Meredith leur demande presque immédiatement de rentrer. Dans l'épisode précédent, la pause de parole entre Meredith et Penny était assez longue pour que Callie montre et dise qu'elle a du vin, mais dans cet épisode, Callie ne mentionne pas le vin et ne le montre pas.
- April Kepner mentionne qu'elle a fait une erreur en tant que résident de deuxième année, et a tué par erreur un patient. Cependant, April Kepner était en réalité un résident de troisième année à l'époque.
- Ceci est le premier épisode de la saison à ne pas mettre en scène une scène de covoiturage qui est présente dans chaque épisode depuis l'épisode 2 de cette saison : Walking Tall.
- Le compte Twitter du personnage de Richard Webber a confirmé qu'il travaillait durant le repas. Ce qui explique son absence au dîner et donc de l'épisode.

### Épisode 6:Premier jour en enfer
- États-Unis /  Canada : 5 novembre 2015 sur ABC / CTV
- Belgique : 6 juin 2016 sur RTL-TVI
- France : 8 juin 2016 sur TF1
- Québec : 29 octobre 2016 sur Radio-Canada
- Suisse : 18 décembre 2016 sur RTS 1

- États-Unis : 8,5 millions de téléspectateurs[24] (première diffusion)
- Canada : 1,841 million de téléspectateurs[25] (première diffusion + différé 7 jours)
- France : 4,56 millions de téléspectateurs[23] (première diffusion)

- Samantha Sloyan (Dr Penelope Blake "Penny")
- Giacomo Gianniotti (Dr Andrew DeLuca)
- Joe Adler (Dr Isaac Cross)
- Elisha Henig (Kamal Aboud)
- Dana Hunt (Angela James)
- Jolene Kay (Astrid)

- Première apparition de Nathan Riggs (Martin Henderson).
- Au départ, Martin Henderson ne devait pas apparaître dans cet épisode ni l'épisode suivant. Les scénaristes et producteurs ont décidé quelques semaines avant la diffusion de l'introduire dans cet épisode.
- La scène que l'on voit, sur les photos promotionnelles, où Meredith Grey, Alex Karev, Arizona Robbins ainsi que la scène où Amelia Shepherd et Stephanie Edwards discutent n'apparaissent pas dans l'épisode.

### Épisode 7:Les non-dits
- États-Unis /  Canada : 12 novembre 2015 sur ABC / CTV
- Québec : 5 novembre 2016 sur Radio-Canada
- Suisse : 8 janvier 2017 sur RTS 1
- France : 1er février 2017 sur TF1

- États-Unis : 8,02 millions de téléspectateurs[26] (première diffusion)
- Canada : 1,617 million de téléspectateurs[27] (première diffusion + différé 7 jours)
- France : 4,54 millions de téléspectateurs[28] (première diffusion)

- Samantha Sloyan (Dr Penelope Blake "Penny")
- Giacomo Gianniotti (Dr Andrew DeLuca)
- Joe Adler (Dr Isaac Cross)
- Joe Dinicol (Dr Mitchell Spencer)
- Weston I. Nathanson (Simon Jaffe)
- Tanya Clarke (Elaine Walton)

### Épisode 8:Départ de feu
- États-Unis /  Canada : 19 novembre 2015 sur ABC / CTV
- Québec : 12 novembre 2016 sur Radio-Canada
- Suisse : 8 janvier 2017 sur RTS 1
- France : 1er février 2017 sur TF1

- États-Unis : 8,5 millions de téléspectateurs[29] (première diffusion)
- Canada : 1,662 million de téléspectateurs[30] (première diffusion + différé 7 jours)
- France : 4,13 millions de téléspectateurs[28] (première diffusion)

- Samantha Sloyan (Dr Penelope Blake "Penny")
- Giacomo Gianniotti (Dr Andrew DeLuca)
- Joe Adler (Dr Isaac Cross)
- Debra Mooney (Evelyn Hunt)
- Casey Sander (Casey)
- Nikki Deloach (Charlotte)
- Drew Rausch (John Finch)
- Loanne Bishop (Ruth)

- Dernier épisode avant la pause hivernale.
- La lecture du scénario a eu lieu le 7 octobre 2015.

### Épisode 9:Un silence assourdissant
- États-Unis /  Canada : 11 février 2016 sur ABC[31] / CTV
- Québec : 19 novembre 2016 sur Radio-Canada
- Suisse : 8 janvier 2017 sur RTS 1
- France : 8 février 2017 sur TF1

- États-Unis : 8,28 millions de téléspectateurs[33] (première diffusion)
- Canada : 1,466 million de téléspectateurs[34] (première diffusion + différé 7 jours)
- France : 4,08 millions de téléspectateurs[35] (première diffusion)

- Samantha Sloyan (Dr Penelope Blake)
- Joe Adler (Dr Isaac Cross)
- Dohn Norwood (Lou)
- Gordon E. James (Infirmier Gregory)
- Aniela Gumbs (Zola)
- Romel De Silva (Patient terrifié)
- Chris Cope (Patient)
- Brody Goodstadt (Bailey Grey Shepherd / Petit Bailey)

- La lecture du scénario a eu lieu le 14 octobre 2015.
- Le tournage de l'épisode a débuté le 20 octobre 2015 et s'est terminé le 3 novembre 2015.
- Premier épisode après la pause hivernale.
- Le casting a été informé seulement un jour avant son arrivée que Denzel Washington allait diriger l'épisode.
- Meredith Grey apparaît dans toutes les scènes de l'épisode.

### Épisode 10:L'Étape suivante
- États-Unis /  Canada : 18 février 2016 sur ABC / CTV
- Québec : 26 novembre 2016 sur Radio-Canada
- Suisse : 15 janvier 2017 sur RTS 1
- France : 8 février 2017 sur TF1

- États-Unis : 7,82 millions de téléspectateurs[36] (première diffusion)
- Canada : 1,598 million de téléspectateurs[37] (première diffusion + différé 7 jours)
- France : 3,85 millions de téléspectateurs[35] (première diffusion)

- Samantha Sloyan (Dr Penelope Blake)
- Joe Adler (Dr Isaac Cross)
- Bill Smitrovich (Psychologue)
- Erik Aude (Jonathan)
- Kevin D'Arcy (Mr. Petal)
- Samantha Isler (Maya)
- Marc Abbink (Médecin)
- Chris Muto (Infirmier Michael)
- Philip A. J. Smithey (Ted)

### Épisode 11:Autopsie d'un mariage
- États-Unis /  Canada : 25 février 2016 sur ABC / CTV
- Québec : 3 décembre 2016 sur Radio-Canada
- Suisse : 15 janvier 2017 sur RTS 1
- France : 15 février 2017 sur TF1

- États-Unis : 7,23 millions de téléspectateurs[38] (première diffusion)
- Canada : 1,433 million de téléspectateurs[39] (première diffusion + différé 7 jours)
- France : 4,12 millions de téléspectateurs[40] (première diffusion)

- Samantha Sloyan (Dr Penelope Blake)
- Debbie Allen (Dr Catherine Avery)
- Robert Baker (Dr Charles Percy)
- Maya Stojan (Tatiana)
- Caitlainne Rose Guerreri (Lori)
- Linda Klein (Linda)
- David Babich (avocat de Jackson)
- Kathryn Smith-McGlynn (avocate d'April)

- L'épisode comporte des flashbacks du mariage d'April et Jackson.
- L'épisode marque le retour de Charles Percy (Robert Baker), mort lors de la fusillade se déroulant à l'hôpital.
- Bien que crédité Jerrika Hinton et Giacomo Giannioti n'apparaissent pas dans cet épisode.

### Épisode 12:Une nouvelle chance
- États-Unis /  Canada : 3 mars 2016 sur ABC / CTV
- Québec : 10 décembre 2016 sur Radio-Canada
- Suisse : 22 janvier 2017 sur RTS 1
- France : 15 février 2017 sur TF1

- États-Unis : 7,67 millions de téléspectateurs[41] (première diffusion)
- Canada : 1,773 million de téléspectateurs[42] (première diffusion + différé 7 jours)
- France : 3,83 millions de téléspectateurs[40] (première diffusion)

- Samantha Sloyan (Dr Penelope Blake)
- Skyler Shaye (Katie Bryce)

### Épisode 13:Au centre de l'attention
- États-Unis /  Canada : 10 mars 2016 sur ABC / CTV
- Québec : 14 janvier 2017 sur Radio-Canada
- Suisse : 22 janvier 2017 sur RTS 1
- France : 22 février 2017 sur TF1

- États-Unis : 7,53 millions de téléspectateurs[43] (première diffusion)
- Canada : 1,492 million de téléspectateurs[44] (première diffusion + différé 7 jours)
- France : 4,62 millions de téléspectateurs[45] (première diffusion)

- Samantha Sloyan (Dr Penelope Blake)
- Scott Elrod (Will Thorpe)
- Sarah Jane Morris (Emily Vaughn)
- Joe Dinicol (Mitchell)
- Cathryn Dylan (Maxine)
- Juliette Angelo (Danielle)
- Ashless Fuss (Lisa)

### Épisode 14:Perdre ses repères
- États-Unis /  Canada : 17 mars 2016 sur ABC / CTV
- Québec : 21 janvier 2017 sur Radio-Canada
- Suisse : 29 janvier 2017 sur RTS 1
- France : 22 février 2017 sur TF1

- États-Unis : 7,83 millions de téléspectateurs[46] (première diffusion)
- Canada : 1,718 million de téléspectateurs[47] (première diffusion + différé 7 jours)
- France : 4,19 millions de téléspectateurs[45] (première diffusion)

- Samantha Sloyan (Dr Penelope Blake)
- Scott Elrod (Dr Will Thorpe)

- L'épisode a été tourné entre le 15 décembre 2015 et le 8 janvier 2016.

### Épisode 15:Un pas vers toi
- États-Unis /  Canada : 24 mars 2016 sur ABC / CTV
- Québec : 28 janvier 2017 sur Radio-Canada
- Suisse : 29 janvier 2017 sur RTS 1
- France : 1er mars 2017 sur TF1

- États-Unis : 7,91 millions de téléspectateurs[48] (première diffusion)
- Canada : 1,482 million de téléspectateurs[49] (première diffusion + différé 7 jours)
- France : 4,24 millions de téléspectateurs[50] (première diffusion)

- Samantha Sloyan (Penny Blake)
- Scott Elrod (Major Will Thorpe)

- Bien que crédité Jason George n'apparaît pas dans cet épisode.

### Épisode 16:Prête?
- États-Unis /  Canada : 31 mars 2016 sur ABC / CTV
- Québec : 4 février 2017 sur Radio-Canada
- Suisse : 5 février 2017 sur RTS 1
- France : 1er mars 2017 sur TF1

- États-Unis : 7,77 millions de téléspectateurs[51] (première diffusion)
- Canada : 1,609 million de téléspectateurs[52] (première diffusion + différé 7 jours)
- France : 3,87 millions de téléspectateurs[50] (première diffusion)

- Samantha Sloyan (Penny Blake)
- Scott Elrod (Major Will Thorpe)
- Debbie Allen (Catherine Avery)
- Irene Choi (Ashley)
- Kyle Wise (Christopher)
- Vivian Nixon (Intern Hannah)
- Michanne Quinney (Tori)
- Eva Ariel Binder (Sofia Torres)
- Aniela Gumbs (Zola)

### Épisode 17:Rétablir le contact
- États-Unis /  Canada : 7 avril 2016 sur ABC / CTV
- Suisse : 5 février 2017 sur RTS 1
- Québec : 11 février 2017 sur Radio-Canada
- France : 8 mars 2017 sur TF1

- États-Unis : 7,35 millions de téléspectateurs[53] (première diffusion)
- Canada : 1,541 million de téléspectateurs[54] (première diffusion + différé 7 jours)
- France : 4,06 millions de téléspectateurs[55] (première diffusion)

- Samantha Sloyan (Penny Blake)
- Debbie Allen (Catherine Avery)
- Wilmer Valderrama (Kyle Diaz)

### Épisode 18:Un choix risqué
- États-Unis /  Canada : 14 avril 2016 sur ABC / CTV
- Suisse : 12 février 2017 sur RTS 1
- Québec : 18 février 2017 sur Radio-Canada
- France : 8 mars 2017 sur TF1

- États-Unis : 7,97 millions de téléspectateurs[56] (première diffusion)
- Canada : 1,421 million de téléspectateurs[57] (première diffusion + différé 7 jours)
- France : 3,65 millions de téléspectateurs[55] (première diffusion)

- Samantha Sloyan (Penny Blake)
- Joe Adler (Dr Isaac Cross)
- P.J. Brown (Phil)
- Linara Washington (Gretchen McKay)
- Shaan Sharma (Omar Singh)
- Sage Correa (Gage Dean)
- Asia Monet Ray (Jasmine)
- Linda Klein (Scrub Nurse Linda)
- Vivien Nixon (Hannah)
- Treisa Gary (Beth)

### Épisode 19:L'Effet papillon
- États-Unis /  Canada : 14 avril 2016 sur ABC / CTV
- Suisse : 12 février 2017 sur RTS 1
- Québec : 25 février 2017 sur Radio-Canada
- France : 15 mars 2017 sur TF1

- États-Unis : 7,97 millions de téléspectateurs[56] (première diffusion)
- France : 4,41 millions de téléspectateurs[58] (première diffusion)

- Debbie Allen (Catherine Avery)
- Samantha Sloyan (Penny Blake)
- Asia Monet Ray (Jasmine)
- Eva Ariel Binder (Sofia)
- Shaan Sharma (Omar Singh)
- Rashmi Rustagi (Mira)
- Carl Lundstedt (Reggie Dalton)
- Linda Klein (Scrub Nurse Linda)
- Vanessa Bell Calloway (Lucinda Gamble)

### Épisode 20:Cessez-le-feu
- États-Unis /  Canada : 21 avril 2016 sur ABC / CTV
- Suisse : 19 février 2017 sur RTS 1
- Québec : 4 mars 2017 sur Radio-Canada
- France : 15 mars 2017 sur TF1

- États-Unis : 7,65 millions de téléspectateurs[59] (première diffusion)
- Canada : 1,662 million de téléspectateurs[60] (première diffusion + différé 7 jours)
- France : 4 millions de téléspectateurs[58] (première diffusion)

- Samantha Sloyan (Penny Blake)
- Wilmer Valderrama (Kyle Diaz)

### Épisode 21:Quelqu'un à ses côtés
- États-Unis /  Canada : 28 avril 2016 sur ABC / CTV
- Suisse : 19 février 2017 sur RTS 1
- Québec : 11 mars 2017 sur Radio-Canada
- France : 22 mars 2017 sur TF1

- États-Unis : 7,91 millions de téléspectateurs[61] (première diffusion)
- Canada : 1,53 million de téléspectateurs[62] (première diffusion + différé 7 jours)
- France : 4,56 millions de téléspectateurs[63] (première diffusion)

- Samantha Sloyan (Penny Blake)
- Wilmer Valderrama (Kyle Diaz)

### Épisode 22:Être mère
- États-Unis /  Canada : 5 mai 2016 sur ABC / CTV
- Suisse : 26 février 2017 sur RTS 1
- Québec : 18 mars 2017 sur Radio-Canada
- France : 22 mars 2017 sur TF1

- États-Unis : 7,66 millions de téléspectateurs[64] (première diffusion)
- Canada : 1,426 million de téléspectateurs[65] (première diffusion + différé 7 jours)
- France : 4,05 millions de téléspectateurs[63] (première diffusion)

- Samantha Sloyan (Penny Blake)
- Wilmer Valderrama (Kyle Diaz)

### Épisode 23:Amour et conséquences
- États-Unis /  Canada : 12 mai 2016 sur ABC / CTV
- Suisse : 26 février 2017 sur RTS 1
- Québec : 25 mars 2017 sur Radio-Canada
- France : 29 mars 2017 sur TF1

- États-Unis : 7,77 millions de téléspectateurs[66] (première diffusion)
- Canada : 1,63 million de téléspectateurs[67] (première diffusion + différé 7 jours)
- France : 4,54 millions de téléspectateurs[68] (première diffusion)

- Debbie Allen (Catherine Avery)
- Samantha Sloyan (Penny Blake)
- Wilmer Valderrama (Kyle Diaz)

### Épisode 24:Mariage pluvieux...
- États-Unis /  Canada : 19 mai 2016 sur ABC[69] / CTV
- Suisse : 26 février 2017 sur RTS 1
- France : 29 mars 2017 sur TF1
- Québec : 1er avril 2017 sur Radio-Canada

- États-Unis : 8,19 millions de téléspectateurs[70] (première diffusion)
- Canada : 1,634 million de téléspectateurs[71] (première diffusion + différé 7 jours)
- France : 4,13 millions de téléspectateurs[68] (première diffusion)

- Eva Ariel Binder (Sofia)
- Joe Adler (Intern Isaac)
- Barbara Montgomery (Louise)
- Debra Mooney : (Evelyn Hunt)

## Audiences aux États-Unis
| N° d'épisode | Titre original                         | Titre français           | Chaîne | Date de diffusion originale | Audience (en millions de téléspectateurs) | Pdm sur les 18-49 ans |
| ------------ | -------------------------------------- | ------------------------ | ------ | --------------------------- | ----------------------------------------- | --------------------- |
| 1            | Sledgehammer                           | Table rase               | ABC    | 24 septembre 2015           | 9.55                                      | 2.8                   |
| 2            | Walking Tall                           | La Folie des grandeurs   | ABC    | 1er octobre 2015            | 8.58                                      | 2.3                   |
| 3            | I Choose You                           | Lequel des deux ?        | ABC    | 8 octobre 2015              | 8.12                                      | 2.2                   |
| 4            | Old Time Rock and Roll                 | Passé, présent, futur    | ABC    | 15 octobre 2015             | 8.25                                      | 2.3                   |
| 5            | Guess Who's Coming to Dinner           | Devine qui vient dîner?  | ABC    | 22 octobre 2015             | 8.96                                      | 2.4                   |
| 6            | The Me Nobody Knows                    | Premier jour en enfer    | ABC    | 5 novembre 2015             | 8.50                                      | 2.3                   |
| 7            | Something Against You                  | Les non-dits             | ABC    | 12 novembre 2015            | 8.02                                      | 2.2                   |
| 8            | Things We Lost in the Fire             | Départ de feu            | ABC    | 19 novembre 2015            | 8.50                                      | 2.5                   |
| 9            | The Sound of Silence                   | Un silence assourdissant | ABC    | 11 février 2016             | 8.28                                      | 2.4                   |
| 10           | All I Want Is You                      | L'Étape suivante         | ABC    | 18 février 2016             | 7.82                                      | 2.2                   |
| 11           | Unbreak My Heart                       | Autopsie d'un mariage    | ABC    | 25 février 2016             | 7.23                                      | 2.1                   |
| 12           | My Next Life                           | Une nouvelle chance      | ABC    | 3 mars 2016                 | 7.67                                      | 2.2                   |
| 13           | All Eyez on Me                         | Au centre de l'attention | ABC    | 10 mars 2016                | 7.53                                      | 2.1                   |
| 14           | Odd Man Out                            | Perdre ses repères       | ABC    | 17 mars 2016                | 7.83                                      | 2.1                   |
| 15           | I Am Not Waiting Anymore               | Un pas vers toi          | ABC    | 24 mars 2016                | 7.91                                      | 2.1                   |
| 16           | When It Hurts So Bad                   | Prête ?                  | ABC    | 31 mars 2016                | 7.77                                      | 2.2                   |
| 17           | I Wear the Face                        | Rétablir le contact      | ABC    | 7 avril 2016                | 7.35                                      | 2.1                   |
| 18           | There's a Fine, Fine Line              | Un choix risqué          | ABC    | 14 avril 2016               | 7.97                                      | 2.2                   |
| 19           | It's Alright, Ma (I'm Only Bleeding    | L'Effet papillon         | ABC    | 14 avril 2016               | 7.97                                      | 2.2                   |
| 20           | Trigger Happy                          | Cessez-le-feu            | ABC    | 21 avril 2016               | 7.65                                      | 2.0                   |
| 21           | You're Gonna Need Someone on Your Side | Quelqu'un à ses côtés    | ABC    | 28 avril 2016               | 7.91                                      | 2.0                   |
| 22           | Mama Tried                             | Être mère                | ABC    | 5 mai 2016                  | 7.66                                      | 2.0                   |
| 23           | At Last                                | Amour et conséquences    | ABC    | 12 mai 2016                 | 7.77                                      | 2.1                   |
| 24           | Family Affair                          | Mariage pluvieux...      | ABC    | 19 mai 2016                 | 8.19                                      | 2.3                   |